# Короткевич, Галина Петровна
Галина Петровна Короткевич (18 августа 1921, Петроград — 5 августа 2021, Санкт-Петербург) — советская и российская актриса театра и кино, блокадница. Народная артистка РСФСР (1974).

## Биография
Галина Короткевич родилась 18 августа 1921 года в Петрограде. Отец — Пётр Короткевич, окончил консерваторию по классу скрипки, играл в ресторане. Мать — Валентина Муравьёва, артистка оперетты, выступала на эстраде, после окончания Консерватории выступала на сцене Музкомедии. Бабушка играла в любительском театре Обуховского завода. Дед — известный музыкант, играл на органе и руководил хором собора Святой Екатерины на Невском.
Будучи студенткой Театрального института всю войну выступала в составе фронтовой бригады артистов при Ленинградском доме Красной армии на Волховском, Ленинградском и Ладожском фронтах, выезжала на передовую, давала концерты в воинских частях у Пулковских высот, под Синявино, на «Дороге Жизни». «Мы выступали, как тогда говорилось, в „форме номер один“: мальчики — в костюмах, а девочки — только в платьях. Но мороз был страшный, до 45 градусов! Помню, выйдешь на сцену, улыбнёшься — а улыбка так и замёрзнет на лице» — вспоминала актриса.
В 1946 году окончила Ленинградский Театральный институт (педагог Борис Сушкевич).
С 1946 по 1961 год служила в Новом театре (ныне — театр имени Ленсовета). На её счету более сорока ролей в этом театре, в том числе роли Софьи в комедии Александра Грибоедова «Горе от ума», Полины в пьесе Александра Островского «Доходное место», Лауры в постановке по «Маленьким трагедиям» Александра Пушкина, Надежды Ковровой в «Весне в Москве» по пьесе Виктора Гусева, Надежды в пьесе Максима Горького «Последние» и многие другие.
В 1962 году перешла в Театр имени Комиссаржевской. Переиграла почти всю русскую классику и многое из зарубежной. Только в постановке «Миллионерша» Бернарда Шоу она сыграла почти 800 раз. Также Короткевич была задействована в постановке «На всякого мудреца довольно простоты» по Островскому (Клеопатра Львовна), комедии «Как важно быть серьёзным» Оскара Уайльда (Леди Брэкнелл), спектакле «Выбор» по роману Юрия Бондарева (Раиса Михайловна), постановке «Идиот» по роману Фёдора Достоевского (Нина Александровна), пьесе «Утоли моя печали» Сергея Буранова (Наталья Владимировна) и прочих постановках.
Её талантом восхищались Николай Акимов, старавшийся занимать её как можно в большем числе спектаклей, и руководитель Вахтанговского театра Рубен Симонов.
С 1950-х годов актриса начала сниматься в кино. Она играла в фильмах Надежды Кошеверовой «Весна в Москве» и «Тени», Льва Кулиджанова («Это начиналось так» — совместный с Яковом Сегелем) и Николая Лебедева («Невероятный Иегудиил Хламида»). В 2007 году сыграла в одной из серий «Улиц разбитых фонарей».
У Короткевич также был опыт по озвучиванию фильмов. В 1957 году она озвучила роль пани Катти Вендлерова в картине чешского режиссера Карела Стеклы «Бравый солдат Швейк», а в 1961 году озвучила роль буфетчицы Марианны Андреевны в кинокомедии Владимира Фетина «Полосатый рейс».
Дважды была замужем. Второй муж — Иосиф Николаевич Конопацкий (1925—2021), советский и российский актёр театра и кино, народный артист РСФСР (1986). В 1958 году в семье актёров родилась дочь Ирина. Сейчас она работает актрисой в театре «Балтийский дом» в Санкт-Петербурге, имеет звание заслуженной артистки России. Второй брак у актрисы также не сложился, с Конопацким они расстались. Внучка — Екатерина, окончила Санкт-Петербургскую детскую музыкальную школу имени Андрея Петрова по классу фортепиано, учится танцам.
Скончалась вечером 5 августа 2021 года в Санкт-Петербурге, не дожив 13 дней до своего 100-летнего юбилея. Прощание прошло 8 августа в Театре имени Комиссаржевской. Похоронена на кладбище Памяти жертв 9-го января.

## Признание и награды
- Заслуженная артистка РСФСР (25 января 1956 года).
- Народная артистка РСФСР (4 июля 1974 года) — за заслуги в области советского театрального искусства[4].
- Премия Правительства Санкт-Петербурга в области литературы, искусства и архитектуры за 2008 год (2009) — за выдающийся вклад в развитие театрального искусства.
- Орден Почёта (8 сентября 2010 года) — за заслуги в развитии отечественной культуры и искусства, многолетнюю плодотворную деятельность[5].

## Творчество

### Роли в театре

#### Новый театр(1946—1961)
- 1946 — Б. Нушич «Госпожа министерша» — Дара
- 1947 — А. Галич «За час до рассвета» — Лиза
- 1947 — В. Панова «Спутники» — Лена, Клава
- 1947 — П. Нилин «На белом свете» — Колхозница
- 1947 — А. Н. Толстой «Хождение по мукам» Чебрец
- 1948 — А. С. Грибоедов «Горе от ума» — Софья
- 1948 — Ж. -Б. Мольер «Скупой» — Марианна
- 1948 — П. Нилин «На белом свете» — Даша
- 1948 — Д. Слепян «Чужая судьба» — Клава
- 1948 — А. Н. Островский «Доходное место» — Полина
- 1948 — В. Лимановская, М. Мендельсон «Королевская кровь» — Бидди
- 1948 — Г. Ибсен «Нора» — Нора
- 1948 — Ф. Шиллер «Мария Стюарт» — Паж
- 1948 — Б. Горбатов «Юность отцов» — Комсомолка
- 1949 — А. Суров «Зелёная улица» — Женя
- 1949 — А. С. Пушкин «Маленькие трагедии» («Каменный гость») — Лаура
- 1949 — Д. Слепян «Сестры» — Карин
- 1949 — С. Вургун «Восходит солнце» — Рабочая
- 1949 — У. Шекспир «Комедия ошибок» — Луциана
- 1950 — Ф. Шиллер «Дон Карлос» — Принцесса Эболи
- 1951 — Тхай Дян Чун «Южнее 38-й параллели» Чер Сон
- 1951 — Е. Мальцева, Н. Венкстерн — «Вторая любовь» — Фрося
- 1951 — М. Лермонтов «Маскарад» Нина
- 1951 — У. Шекспир «Два веронца» Сильвия
- 1952 — Надежда Коврова — «Весна в Москве», по пьесе В. Гусева, Реж. Николай Акимов
- 1952 — Софья Александровна — «Тени», по комедии М. Е. Салтыкова-Щедрина, Реж. Николай Акимов
- 1953 — А. Арбузов «Европейская хроника» — Дагни Киркегор
- 1954 — А. Галич «Под счастливой звездой» — Варя
- 1954 — Лидочка — «Дело», по пьесе А. В. Сухово-Кобылина, Реж. Николай Акимов
- 1955 — А. Гладков «До новых встреч» Нина
- 1955 — В. Катаев «Случай с гением» — Надежда
- 1956 — Н. Шундик «Двенадцать спутников» — Лена
- 1956 — М. Соважон «Ночной переполох» — Каролина
- 1956 — С. Алёшин «Одна» — Нефёдова
- 1957 — Я. Дрда, И. Шток «Чёртова мельница» — Кача
- 1958 — А. Давурин «Обоз второго разряда» — Маша
- 1958 — М. Горький «Последние» — Надежда
- 1959 — Г. Николаева, С. Радзинский «Битва в пути» — Карамыш
- 1959 — А. де Бенедетти «Доброй ночи, Патриция!» — Ван-Лайер
- 1960 — А. Парнис «Остров Афродиты» — Кэт
- 1961 — А. Макаёнок «Левониха на орбите» — Лушка
- 1961 — И. Друцэ «Каса Маре» Объективная соседка

#### Академический драматический театр имени В. Ф. Комиссаржевской(с 1962)
- 1962 (ввод) — М. Горький «Дети солнца» (реж. М. Сулимов) — Лиза
- 1962 — М. Смирнова, М. Крайндель «Безупречная репутация» (реж. Н. Бирман) — Мельникова
- 1963 — М. Смирнова, М. Крайндель «Сор из избы» (реж. Н. Бирман) — Махова
- 1964 — Б. Шоу «Миллионерша» (реж. А. Белинский) — Эпифания
- 1965 — А. Островский «На всякого мудреца довольно простоты» (реж. Г. Никулин) — Клеопатра Львовна
- 1966 — О. Окулевич «Джордано Бруно» (реж. О. Окулевич) — Королева Елизавета
- 1966 — В. Шкваркин «Страшный суд» (реж. Белинский) — Валентина
- 1969 — Панчо Панчев «Сказка о четырёх близнецах» (реж. В. Ленцевичус) — Бабушка
- 1969 — М. Горький «Старик» (реж. Р. Агамирзян) — Софья Марковна
- 1969 — Л. Леонов «Метель» (реж. Б. Эрин) — Зиночка
- 1969 — М. Шатров «Большевики» (реж. Р. Агамирзян)
- 1970 — Ю. Бонди «Театральная комедия» (реж. Р. Агамирзян) — Сурмилова
- 1971 — Н. Думбадзе «Не беспокойся, мама» (реж. Р. Агамирзян) — Тётя Сашико
- 1971 — Е. Габрилович «Необыкновенный подарок» (реж. Р. Агамирзян) — Мария Аркадьевна
- 1973 — Е. Шварц «Золушка» (реж. Р. Агамирзян) — Мачеха
- 1973 — Б. Рацер, В. Константинов «Проходной балл» (реж. Р. Агамирзян, В. Петров) — Людмила Петровна
- 1973 — Б. Рацер, В. Константинов «Иосиф Швейк против Франца-Иосифа» (реж. Р. Агамирзян) — Баронесса
- 1975 — К. Симонов «Несколько дней без войны» (реж. Ю. Николаев) — Актриса
- 1976 — С. Цвейг «Легенда одной жизни» (реж. В. Суслов) — Мария
- 1976 — Ф. Дюрренматт «Играем Стриндберга» (реж. Э. Асланов) — Алиса
- 1977 — А. Чхаидзе «Когда город спит» (реж. Б. Сапегин) — Мэри
- 1978 — Э. Брагинский, Э. Рязанов «Аморальная история» (реж. Р. Агамирзян) — Елена Максимовна
- 1979 — В. Розов «Гнездо глухаря» (реж. Р. Агамирзян) — Мать Зои
- 1980 — Н. Думбадзе «Возвращение к жизни» (реж. Р. Агамирзян) — Дзнеладзе
- 1980 — М. Шатров «Синие кони на красной траве» (реж. Р. Агамирзян, В. Ветрогонов) — Клара Цеткин
- 1981 — Н. Думбадзе «Возвращение к жизни» (реж. Р. Агамирзян) — Нина
- 1981 — О. Уайльд «Как важно быть серьёзным» (реж. А. Белинский) — Леди Брэкнелл
- 1982 — М. Твен «Вниз по Миссисипи» (реж. В. Ветрогонов) — Тетя Салли
- 1982 — Г. Рябкин «В этой девушке что-то есть» (реж. В. Суслов) — Евгения Александровна
- 1983 — Б. Рацер, В. Константинов «Последняя любовь Насреддина» (реж. Р. Агамирзян, В. Явич) — Меддуна
- 1984 — Ю. Бондарев «Выбор» (реж. Р. Агамирзян) — Раиса Михайловна
- 1984 — Э. Брагинский «Авантюристка» (реж. В. Суслов) — Крохина
- 1986 — М. Горький «Зыковы» (реж. В. Гришко, Р. Агамирзян) — Целованьева
- 1986 — С. Найденов «Дети Ванюшина» (реж. Р. Агамирзян) — Генеральша
- 1986 — А. Чаковский «Неоконченный портрет» (реж. Р. Агамирзян, Суслов) — Шуматова
- 1987 — А. Кортес «Вдовы» (А. Белинский, Л. Эстрин) — Матушка
- 1988 — Н. Саймон «Босиком по парку» — Мать
- 1989 — А. Николаи «Святое семейство» (реж. В. Суслов) — Маргарита
- 1992 — А. Пуккемаа «Антиквариат» (реж. А. Исаков, Г. Корольчук) — Тийна
- 1992 — Н. Коуард «Праздник призраков» (реж. А. Исаков) — Мадам Аркати
- 1992 — В. и С. Розовы «Царский сон» (реж. А. Исаков) — Ведьма
- 1994 — Ф. Достоевский «Идиот» (реж. В. Гришко) — Нина Александровна
- 1995 — М. Тикамацу «Самоубийство влюблённых на острове Небесных сетей» (реж. В. Пази) — Хозяйка
- 1995 — М. Цветаева «Фортуна» (реж. Р. Мархолиа) — Нянюшка
- 1995 — Ф. Достоевский «Игрок» (реж. В. Пази) — м-м де Коменж
- 1997 — Ж. Ануй «Наша дорогая мадам» (реж. А. Белинский) — м-м Александра
- 1998 — И. Тургенев «Месяц в деревне» (реж. В. Гришко) — Анна Семёновна
- 2000 — Наталья Владимировна — «Утоли моя печали», по пьесе Сергея Буранова, реж. Георгий Корольчук[6]
- 2002 — М. Булгаков «Чичиков» (реж. А. Исаков) — Губернаторша
- 2003 — В. Вербин «Вальс энтузиастов» (реж. С. Каргин) — Ольга Дмитриевна
- 2006 — А. Мардань «Последний герой» (реж. Г. Корольчук) — Сталина Петровна
- 2008 — Мать — «Шесть блюд из одной курицы», по пьесе Ганны Слуцки, реж. Валерий Гришко[7]

### Фильмография
- 1953 — Весна в Москве — Надежда Коврова
- 1953 — Тени — Софья Александровна
- 1954 — Мы с вами где-то встречались — попутчица Максимова
- 1955 — Дело — Лидочка
- 1956 — Это начиналось так… — Марья Михайловна Буркач
- 1957 — Конец Чирвы-Козыря
- 1969 — Невероятный Иегудиил Хламида
- 1976 — Меня это не касается… — Карташова
- 2007 — Улицы разбитых фонарей-8 (Серия «Черви-козыри») — Баба Дуся

## Озвучивание
- 1957 — Бравый солдат Швейк — пани Катти Вендлерова, роль Божены Гавриличковой
- 1961 — Полосатый рейс — буфетчица, племянница капитана Марианна Андреевна, роль Маргариты Назаровой